# غلين هوزر
غلين هوزر (بالإنجليزية: Glenn Hauser)‏ هو صحفي أمريكي، ولد في 12 أبريل 1945 في بيركيلي في الولايات المتحدة.